# The Ellen Show
The Ellen Show was een Amerikaanse sitcom met Ellen DeGeneres die een seizoen werd uitgezonden van 2001 tot 2002.

## Verhaallijn
Nadat haar internetbedrijf Homelearn.com failliet ging, beslist Ellen Richmond terug te keren naar haar ouderlijk huis om in te trekken bij haar excentrieke moeder Dot, en haar warhoofdige zus Catherine. Weer thuis komt Ellen in contact met de date van haar laatste schoolfeest Rusty. Hij denkt dat ze de draad weer kunnen oppakken, wat niet zal gebeuren gezien Ellen lesbisch is. Ook haar vroeger leraar Mr. Munn komt ze tegen. Ondanks alle tegenstellingen tussen haar en haar geliefden, past Ellen zich stukje bij beetje aan aan de gewijzigde levensstijl en neemt ze een ondersteunende functie aan in haar vroegere school.

## Vaste rollen
- Ellen DeGeneres als Ellen Richmond
- Jim Gaffigan als Rusty Carnouk
- Emily Rutherfurd als Catherine Richmond
- Martin Mull als Ed Munn
- Kerri Kenney als Pam
- Cloris Leachman als Dot Richmond
- Diane Delano als Bunny Hoppstetter